# Jeziorany
Pour la gmina, voir Jeziorany (gmina).
Jeziorany (allemand : Seeburg) est une ville de Pologne, située au nord du pays, dans la voïvodie de Varmie-Mazurie. Elle est le chef-lieu de la gmina de Jeziorany, dans le powiat d'Olsztyn.

## Histoire
À partir de 1818, Seeburg fait partie de l'arrondissement de Rößel (de) dans la province de Prusse-Orientale.